# همه‌گیری محدود

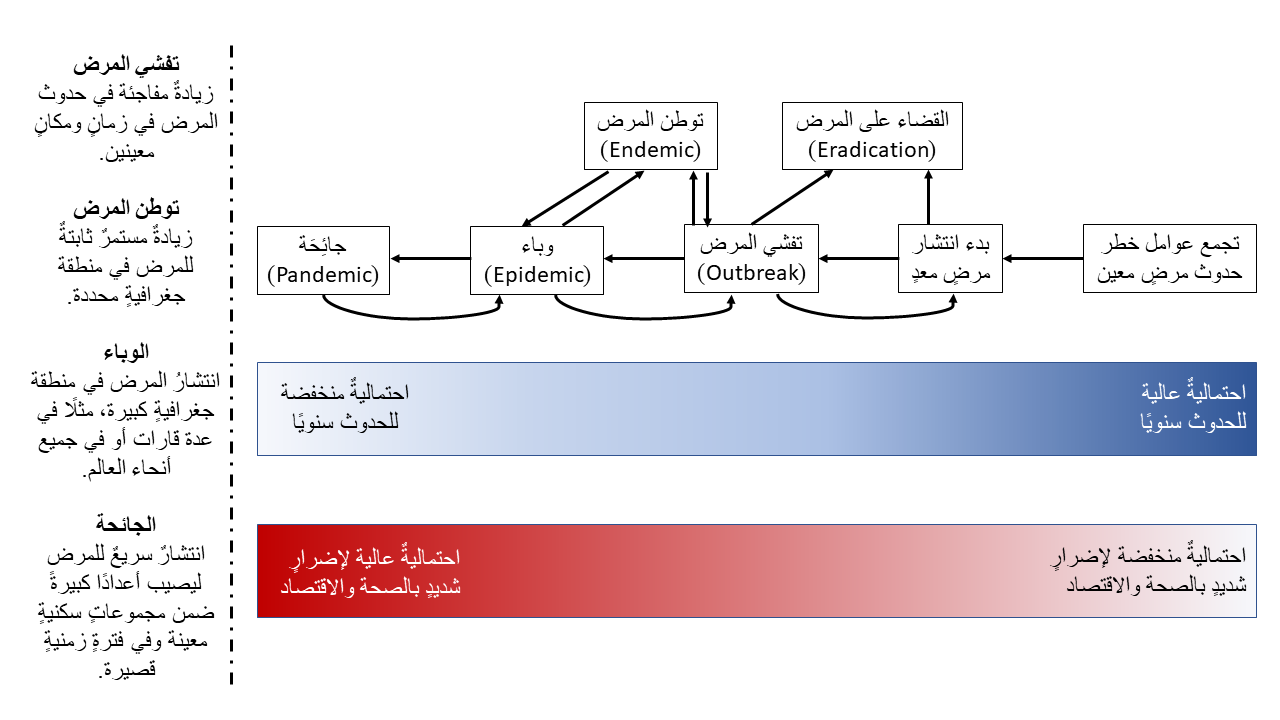
تفاوت بین شیوع، آندمیک، اپیدمی و همه‌گیری

همه‌گیری محدود یا طغیان بیماری (انگلیسی: Disease outbreak) در همه‌گیرشناسی، افزایشی ناگهانی در بروز بیماری در یک زمان و مکان خاص است. طغیان ممکن است بر یک گروه کوچک و بومی‌شده یا بر هزاران انسان در کل قاره تأثیر بگذارد.